# Ivan David
Ivan David (ur. 24 września 1952 w Pradze) – czeski psychiatra i polityk, w latach 1998–1999 minister zdrowia, deputowany do Izby Poselskiej, poseł do Parlamentu Europejskiego IX i X kadencji.

## Życiorys
Ukończył studia medyczne na Uniwersytecie Karola w Pradze, specjalizował się w zakresie psychiatrii. Podjął praktykę w zawodzie lekarza, pracował m.in. na macierzystej uczelni, w latach 2005–2008 kierował kliniką psychiatryczną w Bohnicach, później był lekarzem w szpitalu psychiatrycznym w gminie Horní Beřkovice.
Pod koniec lat 80. był jednym z liderów skrajnie lewicowej organizacji „Levá alternativa”. Od 1990 zasiadał w radzie praskiej dzielnicy Dubeč. W 1993 wstąpił do Czeskiej Partii Socjaldemokratycznej. W latach 1998–2002 sprawował mandat deputowanego do Izby Poselskiej. Od lipca 1998 do grudnia 1999 zajmował stanowisko ministra zdrowia w rządzie Miloša Zemana. W późniejszym czasie bezskutecznie kandydował w wyborach parlamentarnych. W 2015 wystąpił z ČSSD, związał się następnie z ugrupowaniem Wolność i Demokracja Bezpośrednia. W 2019 z ramienia tej partii uzyskał mandat eurodeputowanego IX kadencji. W 2024 z powodzeniem ubiegał się o reelekcję.